# Condors de Bakersfield
Pour les articles homonymes, voir Condors de Bakersfield (homonymie).
Les Condors de Bakersfield sont une équipe professionnelle de hockey sur glace de la Ligue américaine de hockey. L'équipe est basée à Bakersfield en Californie.

## Histoire
L'équipe est créée en 2015 à la suite du déménagement des Barons d'Oklahoma City. Elle remplace l'ancienne équipe du même nom ayant joué dans l'ECHL qui a déménagé à Norfolk pour devenir les Admirals de Norfolk.

## Statistiques
| Saison    | PJ | V  | D  | DP | DTB | BP  | BC  | Pts | Classement                    | Séries éliminatoires                               |
| --------- | -- | -- | -- | -- | --- | --- | --- | --- | ----------------------------- | -------------------------------------------------- |
| 2015-2016 | 68 | 31 | 28 | 7  | 2   | 212 | 222 | 71  | 5e place, division Pacifique  | Non qualifiés                                      |
| 2016-2017 | 68 | 33 | 29 | 5  | 1   | 200 | 188 | 72  | 5e place, division Pacifique  | Non qualifiés                                      |
| 2017-2018 | 68 | 31 | 27 | 9  | 1   | 188 | 206 | 72  | 7e place, division Pacifique  | Non qualifiés                                      |
| 2018-2019 | 68 | 42 | 21 | 3  | 2   | 242 | 182 | 89  | 1re place, division Pacifique | 3-1 Eagles du Colorado 2-4 Gulls de San Diego      |
| 2019-2020 | 56 | 21 | 27 | 5  | 3   | 162 | 202 | 50  | 6e division Pacifique         | Séries annulées à cause de la pandémie de Covid-19 |
| 2020-2021 | 39 | 24 | 14 | 0  | 1   | 129 | 104 | 49  | 2e division Pacifique         | Séries annulées à cause de la pandémie.            |
| 2021-2022 | 68 | 37 | 21 | 5  | 5   | 225 | 192 | 84  | 4e division Pacifique         | 2-0 Canucks d'Abbotsford 0-3 Heat de Stockton      |
| 2022-2023 | 72 | 37 | 31 | 2  | 2   | 212 | 212 | 78  | 5e division Pacifique         | 0-2 Canucks d'Abbotsford                           |
| 2023-2024 | 72 | 39 | 27 | 4  | 2   | 223 | 202 | 84  | 6e division Pacifique         | 0-2 Reign d'Ontario                                |

## Joueurs et entraîneurs

### Joueurs actuels
| No    | Nom                | Nat. | Position       | Arrivée |
| ----- | ------------------ | ---- | -------------- | ------- |
| +030, | Calvin Pickard     |      | Gardien de but |         |
| +033, | Olivier Rodrigue   |      | Gardien de but |         |
| +002, | Philip Broberg     |      | Défenseur      |         |
| +005, | Jason Demers       |      | Défenseur      |         |
| +007, | Michael Kesselring |      | Défenseur      |         |
| +008, | Yanni Kaldis       |      | Défenseur      |         |
| +025, | Philip Kemp – A    |      | Défenseur      |         |
| +028, | Alex Peters        |      | Défenseur      |         |
| +042, | Adam Brubacher     |      | Défenseur      |         |
| +044, | Darien Kielb       |      | Défenseur      |         |
| +009, | Luke Esposito      |      | Centre         |         |
| +010, | Xavier Bourgault   |      | Ailier droit   |         |
| +011, | James Hamblin – A  |      | Ailier gauche  |         |
| +014, | Greg McKegg        |      | Centre         |         |
| +015, | Noah Philp         |      | Ailier droit   |         |
| +017, | Brad Malone        |      | Centre         |         |
| +019, | Dino Kambeitz      |      | Ailier droit   |         |
| +022, | Graham McPhee      |      | Ailier gauche  |         |
| +039, | Seth Griffith – A  |      | Ailier droit   |         |
| +047, | Tyler Tullio       |      | Ailier droit   |         |
| +048, | Carter Savoie      |      | Ailier gauche  |         |
| +050, | Raphaël Lavoie     |      | Ailier droit   |         |
| +095, | Justin Bailey      |      | Ailier droit   |         |

### Capitaines
- Ryan Hamilton (2015-2018)
- Keegan Lowe (2018-2020)
- Brad Malone (2020-2024)

### Entraîneurs
- Gerry Fleming (2015-2018)
- Jay Woodcroft (2018-févr. 2022)
- Colin Chaulk (Févr. 2022-)